# 篠原駅 (滋賀県)

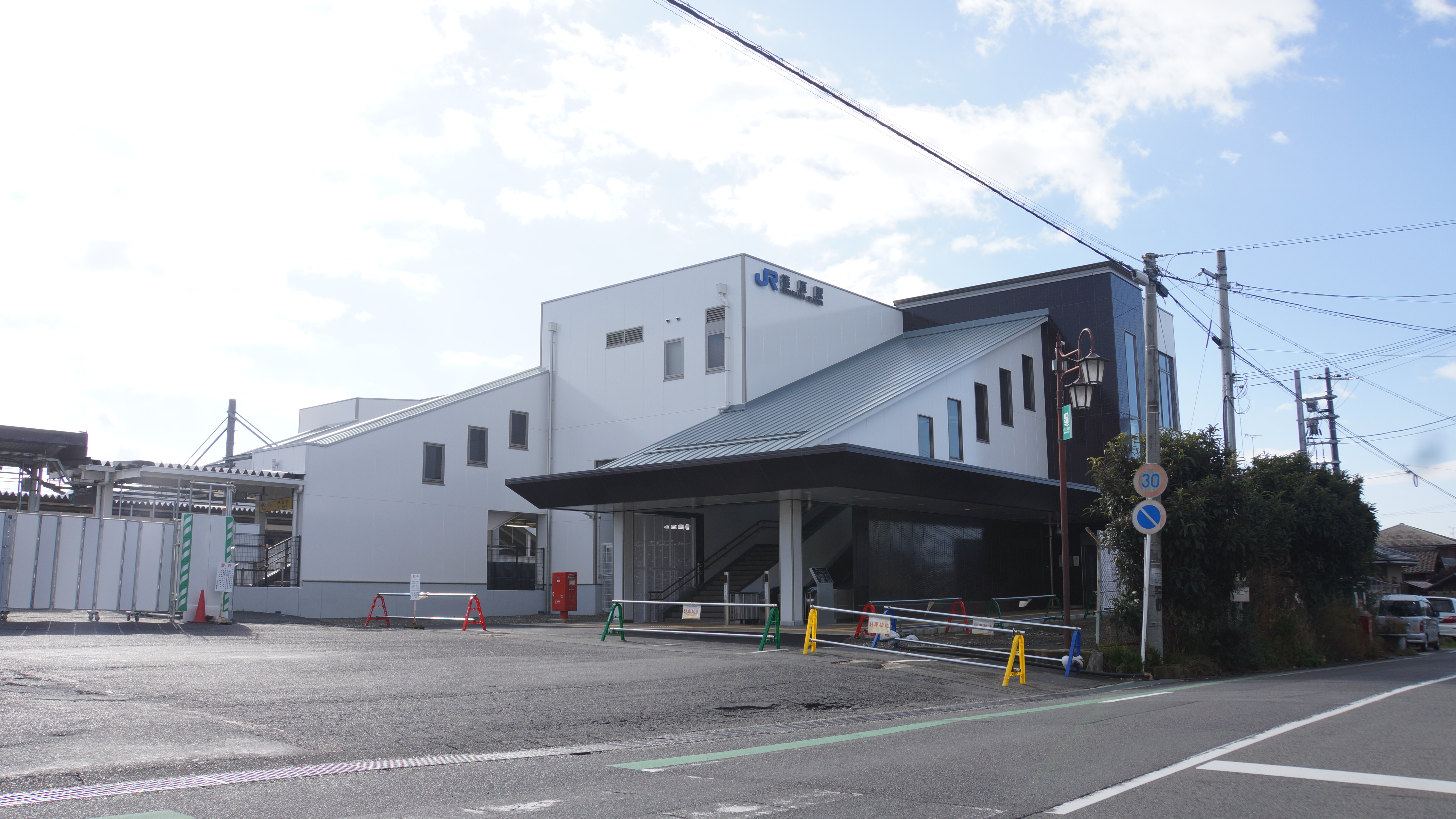
北口（2016年1月）

篠原駅（しのはらえき）は、滋賀県近江八幡市上野町にある、西日本旅客鉄道（JR西日本）東海道本線の駅である。駅番号はJR-A20。「琵琶湖線」の愛称区間に含まれている。

## 歴史
当初は西方の野洲郡篠原村（現在の野洲市）よりに設置される予定であったが、その場所が勾配になっていたため現在の位置に設置された。開業当初は信号所であったが後に昇格して旅客駅となる。

### 年表
- 1918年（大正7年）6月1日：国有鉄道の篠原信号所として開設[2]。
- 1921年（大正10年）4月20日：篠原信号所を駅に格上げする形で、篠原駅が開業[2]。旅客・貨物の取り扱いを開始[2]。
- 1962年（昭和37年）2月1日：貨物の取り扱いが廃止[2]。
- 1972年（昭和47年）3月15日：荷物扱い廃止[2]。
- 1987年（昭和62年）4月1日：国鉄分割民営化により、西日本旅客鉄道（JR西日本）の駅となる[2]。
- 1988年（昭和63年）3月13日：路線愛称の制定により、「琵琶湖線」の愛称を使用開始。
- 1998年（平成10年）3月11日：自動改札機を設置し、供用開始[3]。
- 2003年（平成15年）11月1日：ICカード「ICOCA」の利用が可能となる。
- 2006年（平成18年）10月1日：JR京都・神戸線運行管理システム導入。
- 2007年（平成19年）3月18日：駅自動放送を更新。
- 2015年（平成27年）
  - 3月12日：入線警告音の見直しに伴い、接近メロディ導入[4]。
  - 9月18日：みどりの窓口の営業を終了。
  - 9月19日：始発電車より自由通路と橋上駅舎が供用開始。南口開設。みどりの券売機プラスを導入[5]。
- 2016年（平成28年）4月1日：南口駅前広場が供用開始[6]。北口駅前広場がリニューアル。
- 2018年（平成30年）3月17日：駅ナンバリングが導入される。

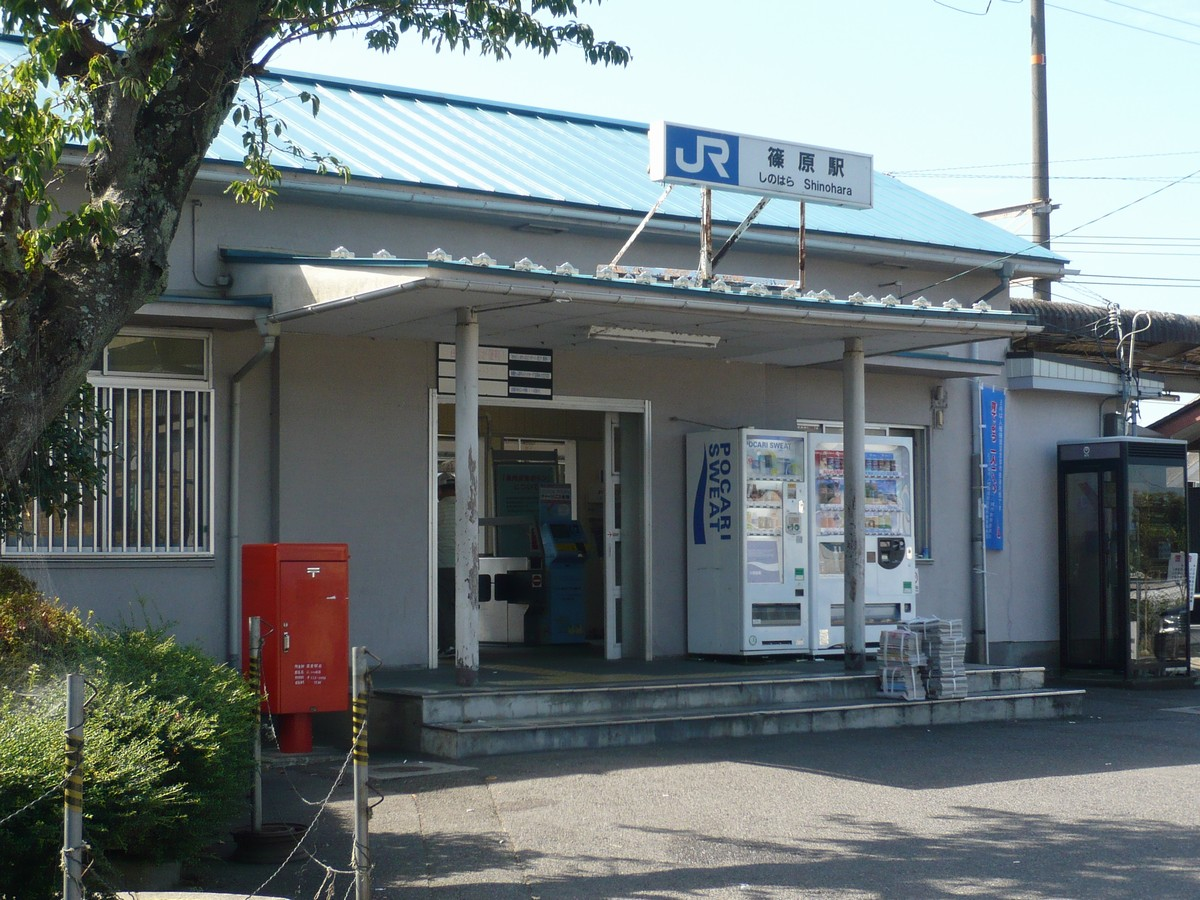
旧駅舎（2007年8月）

### 篠原駅自由通路及び橋上駅舎事業
1992年（平成4年）に近江八幡市、野洲市、竜王町で「篠原駅周辺都市基盤整備推進協議会」を立ち上げ、都市計画をはじめ事業用地の取得を行った。2012年（平成24年）に2市1町とJR西日本が協定を締結し、自由通路や駅舎の詳細設計がまとまった。
2015年（平成27年）9月19日、始発電車より自由通路と橋上駅舎が供用開始された。新駅舎はエレベーターやエスカレーターの設置によるバリアフリー化と男女トイレと多目的トイレを備えている。橋上駅舎と自由通路の総工費は約14億3300万円であった。2016年4月1日からは南口駅前広場とリニューアルされた北口駅前広場が供用開始された。

## 駅構造
相対式ホーム2面2線を持つ地上駅で、絶対信号機を持たない停留所である。以前はホームがない中線が上下線に挟まれた形で存在していたが、国鉄末期に使用停止となり、その後大半が撤去された（一部の線路は保線車両の駐機場所として残っている）ため、分類上は停留所となった。
2015年9月19日に橋上駅舎が供用開始された。南北を結ぶ自由通路が設置されており、両側ともエスカレーター・エレベーターを備える。トイレは改札外コンコースに設置されている。
JR西日本交通サービスによる業務委託駅であり、草津駅の管理下に置かれている。
ICOCA利用可能駅。ICOCAの相互利用対象カードも使用可能。

### のりば
| のりば | 路線     | 方向 | 行先           |
| ------ | -------- | ---- | -------------- |
| 1      | 琵琶湖線 | 上り | 米原・長浜方面 |
| 2      | 琵琶湖線 | 下り | 京都・大阪方面 |

- 上表の路線名は旅客案内上の名称（愛称）で記載している。

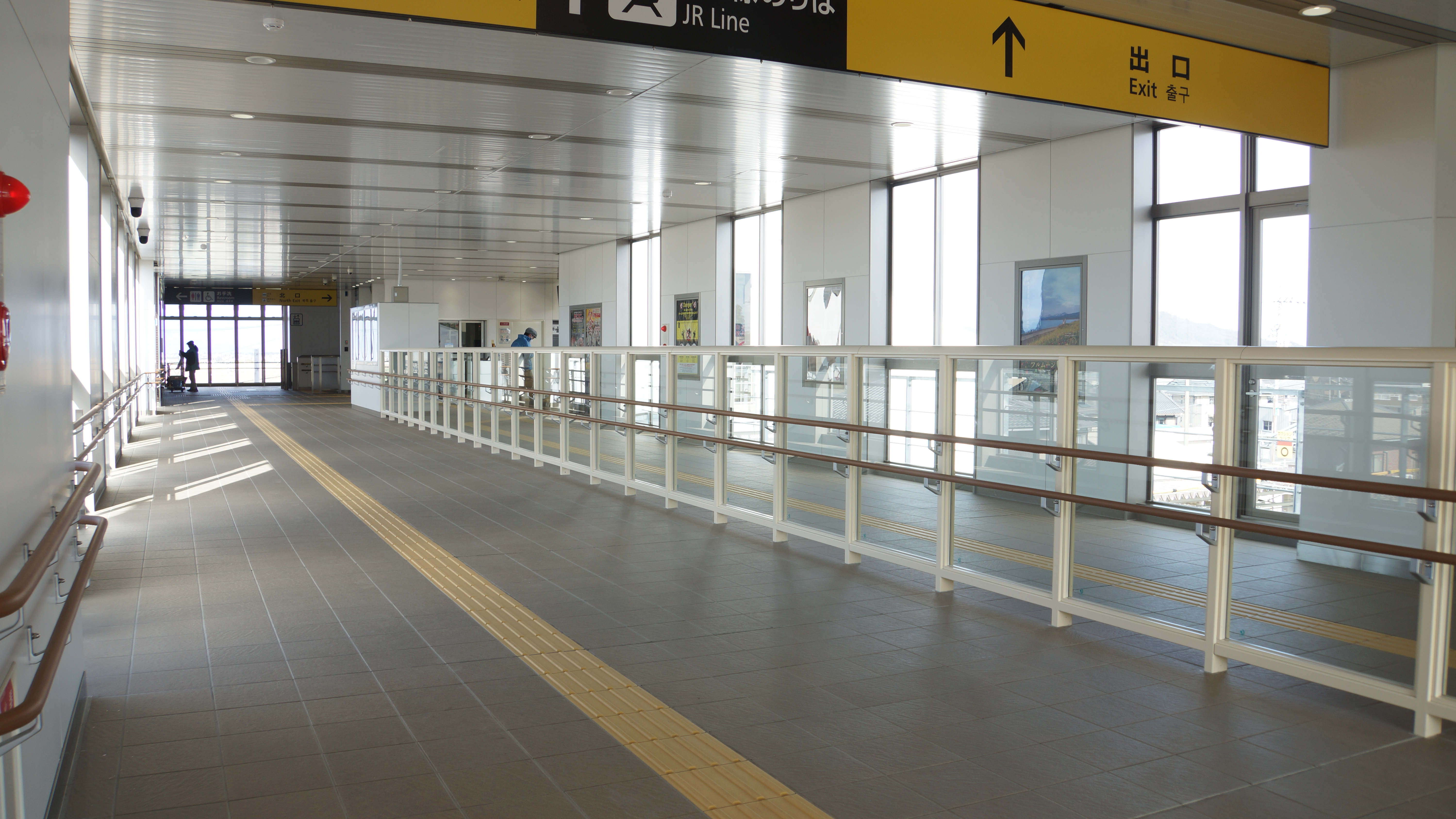
2階自由通路（2016年1月）
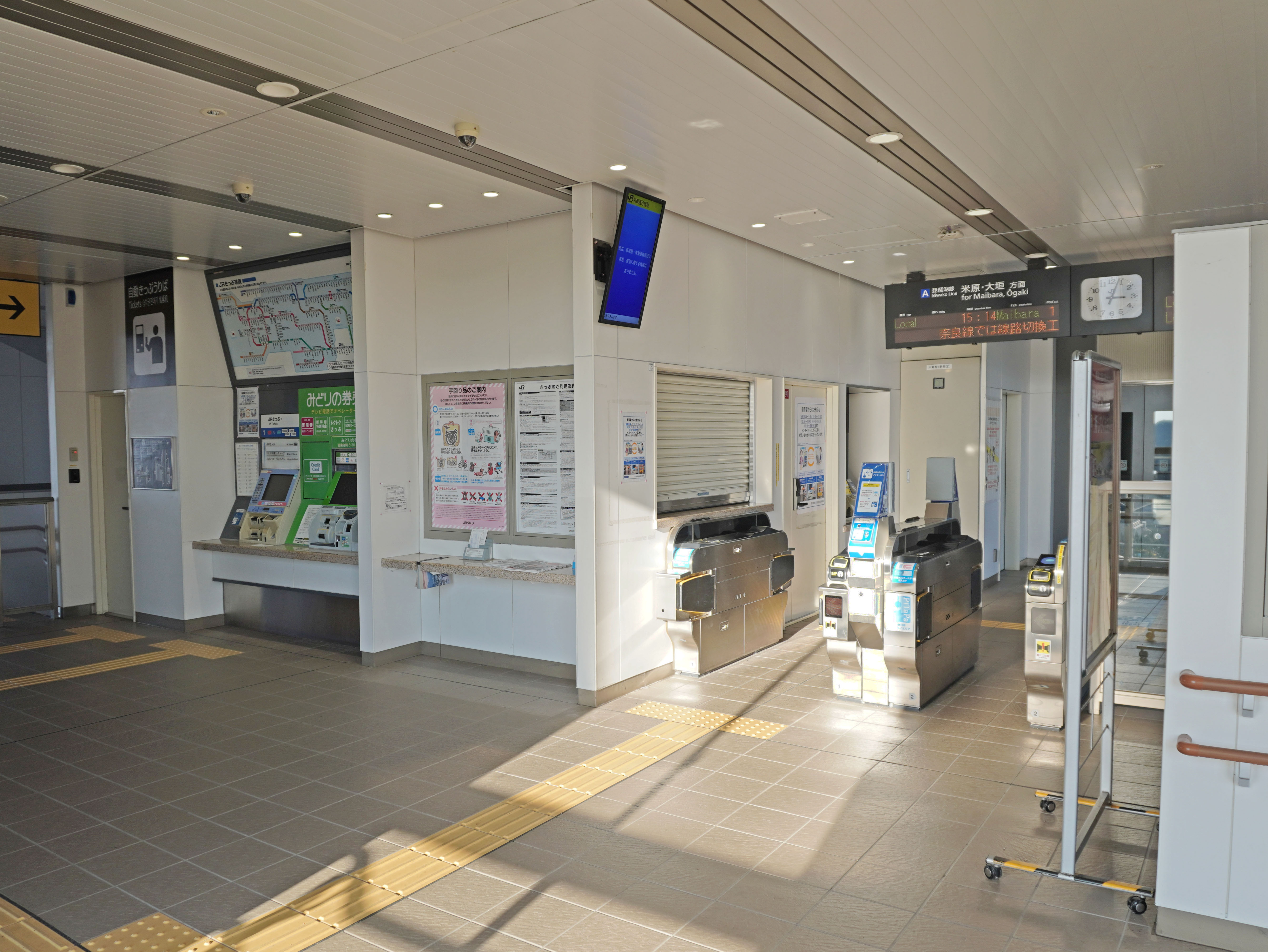
改札口と切符売り場（2022年12月）
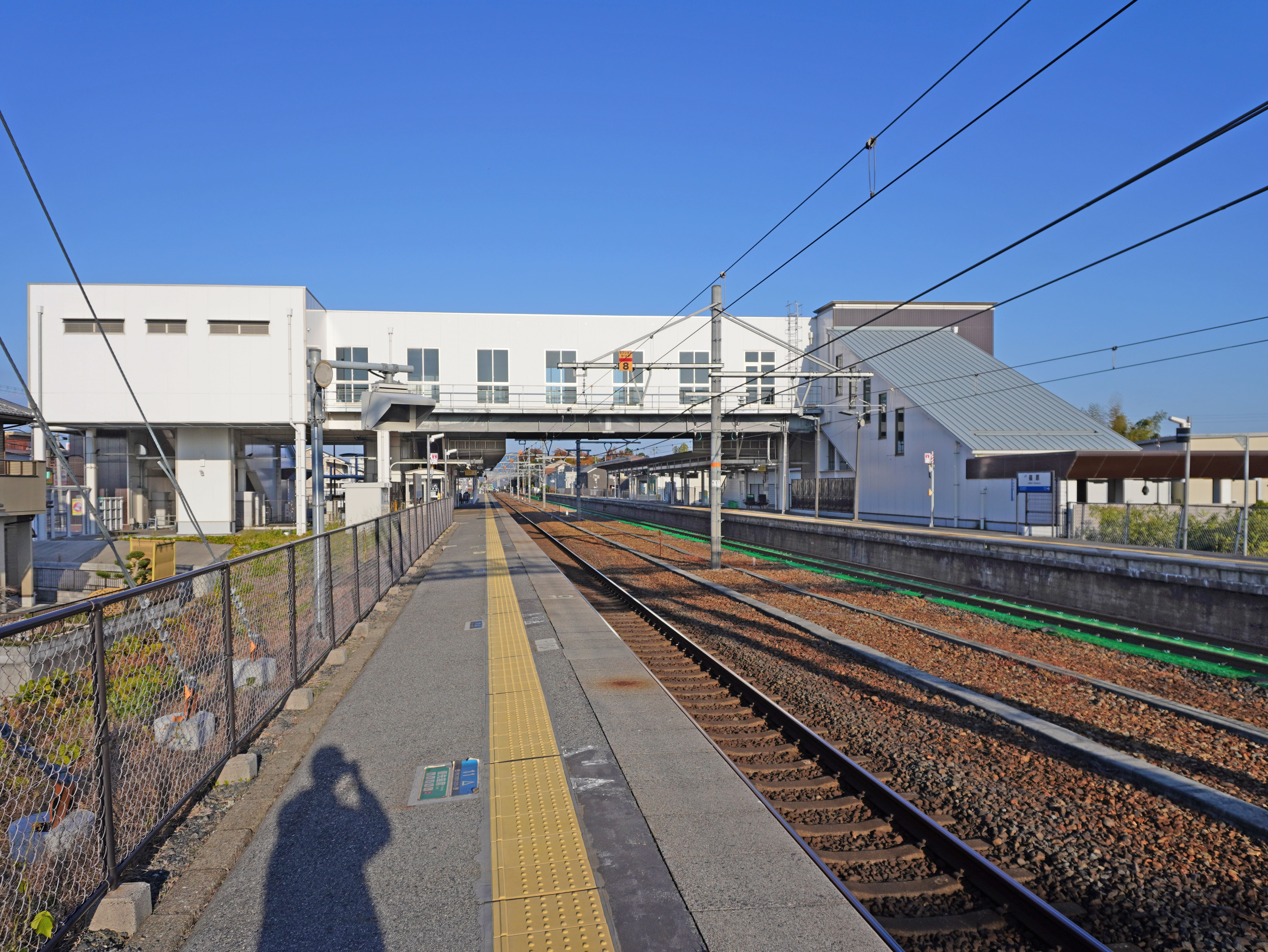
ホーム（2022年12月）

## ダイヤ
日中時間帯は1時間あたり2本が停車する。なお、朝と夕方以降は本数が増える時間帯がある。

## 利用状況
「滋賀県統計書」によると、1日平均の乗車人員は以下の通りである。
2014年以降、東海道本線の米原 - 神戸間の各駅では最も利用者が少ない駅となった（それ以前は安土駅）。JR西日本の移動等円滑化取組報告書によれば、2023年度の1日当たりの利用者数は3,966人。
各年度の1日平均乗車人員は以下の通り。
| 年度   | 1日平均 乗車人員 | 出典        |
| ------ | ---------------- | ----------- |
| 1992年 | 3,798            | [ 統計 2 ]  |
| 1993年 | 3,832            | [ 統計 3 ]  |
| 1994年 | 3,756            | [ 統計 4 ]  |
| 1995年 | 3,698            | [ 統計 5 ]  |
| 1996年 | 3,609            | [ 統計 6 ]  |
| 1997年 | 3,455            | [ 統計 7 ]  |
| 1998年 | 3,417            | [ 統計 8 ]  |
| 1999年 | 3,238            | [ 統計 9 ]  |
| 2000年 | 3,158            | [ 統計 10 ] |
| 2001年 | 3,046            | [ 統計 11 ] |
| 2002年 | 2,830            | [ 統計 12 ] |
| 2003年 | 2,731            | [ 統計 13 ] |
| 2004年 | 2,636            | [ 統計 14 ] |
| 2005年 | 2,517            | [ 統計 15 ] |
| 2006年 | 2,448            | [ 統計 16 ] |
| 2007年 | 2,437            | [ 統計 17 ] |
| 2008年 | 2,427            | [ 統計 18 ] |
| 2009年 | 2,297            | [ 統計 19 ] |
| 2010年 | 2,251            | [ 統計 20 ] |
| 2011年 | 2,212            | [ 統計 21 ] |
| 2012年 | 2,183            | [ 統計 22 ] |
| 2013年 | 2,163            | [ 統計 23 ] |
| 2014年 | 2,060            | [ 統計 24 ] |
| 2015年 | 2,069            | [ 統計 25 ] |
| 2016年 | 2,063            | [ 統計 26 ] |
| 2017年 | 2,090            | [ 統計 27 ] |
| 2018年 | 2,156            | [ 統計 28 ] |
| 2019年 | 2,179            | [ 統計 29 ] |
| 2020年 | 1,813            | [ 統計 30 ] |
| 2021年 | 1,842            | [ 統計 31 ] |
| 2022年 | 1,942            | [ 統計 32 ] |

## 駅周辺
駅付近は住宅街が広がっており、駐車場が点在する。南口の開設に併せて、アクセス道路とバイパス道路が整備された。

### 北口
- 近畿職業能力開発大学校附属滋賀職業能力開発短期大学校（愛称：ポリテクカレッジ滋賀）
- 滋賀県立野洲養護学校
- 近江八幡桐原郵便局
- 近江八幡警察署篠原駅前警察官駐在所
- 平和堂 篠原店
- 篠原公園
- 国道477号
- 滋賀県道48号近江八幡守山線
- 日野川

### 南口
- 荘厳寺
- 上野神社
- 滋賀県道158号安養寺入町線

## バス路線
駅北口と駅南口にバスのりばがあり、近江鉄道バス・野洲市コミュニティバス・あかこんバスが当駅に乗り入れる。なお、篠原駅北口は事業者によって「篠原駅」と称することもあるため、ここでは「篠原駅（北口）」に表記を変えて解説する。
篠原駅（北口）
- 近江鉄道バス
  - 八幡村田線
    - 近江八幡駅 / 村田製作所

- 野洲市コミュニティバス
  - 篠原コース
    - 野洲駅

篠原駅北口
- あかこんバス
  - 桐原・篠原コース
    - 近江八幡駅北口 / ポリテクカレッジ

篠原駅南口
- あかこんバス
  - 桐原・篠原コース
    - 近江八幡駅北口 / ポリテクカレッジ

## 隣の駅
西日本旅客鉄道（JR西日本）
 琵琶湖線（東海道本線）
■新快速
通過
■普通（京都駅または高槻駅以西は快速）
近江八幡駅 (JR-A19) - 篠原駅 (JR-A20) - 野洲駅 (JR-A21)

### 記事本文

### 利用状況
1. 1 2  “移動等円滑化取組報告書（鉄道駅）（令和5年度）”.   西日本旅客鉄道. 2025年3月15日閲覧。
2. ↑  平成4年滋賀県統計書[リンク切れ]
3. ↑  平成5年滋賀県統計書 (PDF)
4. ↑  平成6年滋賀県統計書 (PDF)
5. ↑  平成7年滋賀県統計書 (PDF)
6. ↑  平成8年滋賀県統計書 (PDF)
7. ↑  平成9年滋賀県統計書[リンク切れ]
8. ↑  平成10年滋賀県統計書 (PDF)
9. ↑  平成11年滋賀県統計書 (PDF)
10. ↑  平成12年滋賀県統計書 (PDF)
11. ↑  平成13年滋賀県統計書 (PDF)
12. ↑  平成14年滋賀県統計書 (PDF)
13. ↑  平成15年滋賀県統計書 (PDF)
14. ↑  平成16年滋賀県統計書 (PDF)
15. ↑  平成17年滋賀県統計書 (PDF)
16. ↑  平成18年滋賀県統計書 (PDF)
17. ↑  平成19年滋賀県統計書 (PDF)
18. ↑  平成20年滋賀県統計書 (PDF)
19. ↑  平成21年滋賀県統計書 (PDF)
20. ↑  平成22年滋賀県統計書 (PDF)
21. ↑  平成23年滋賀県統計書 (PDF)
22. ↑  平成24年滋賀県統計書 (PDF)
23. ↑  平成25年滋賀県統計書 (PDF)
24. ↑  平成26年滋賀県統計書 (PDF)
25. ↑  平成27年滋賀県統計書 (PDF)
26. ↑  平成28年滋賀県統計書 (PDF)
27. ↑  平成29年滋賀県統計書 (PDF)
28. ↑  平成30年滋賀県統計書 (PDF)
29. ↑  令和元年滋賀県統計書 (PDF)
30. ↑  令和2年滋賀県統計書 (PDF)
31. ↑  令和3年滋賀県統計書 (PDF)
32. ↑  令和4年滋賀県統計書 (PDF)